# Iglesia católica en África

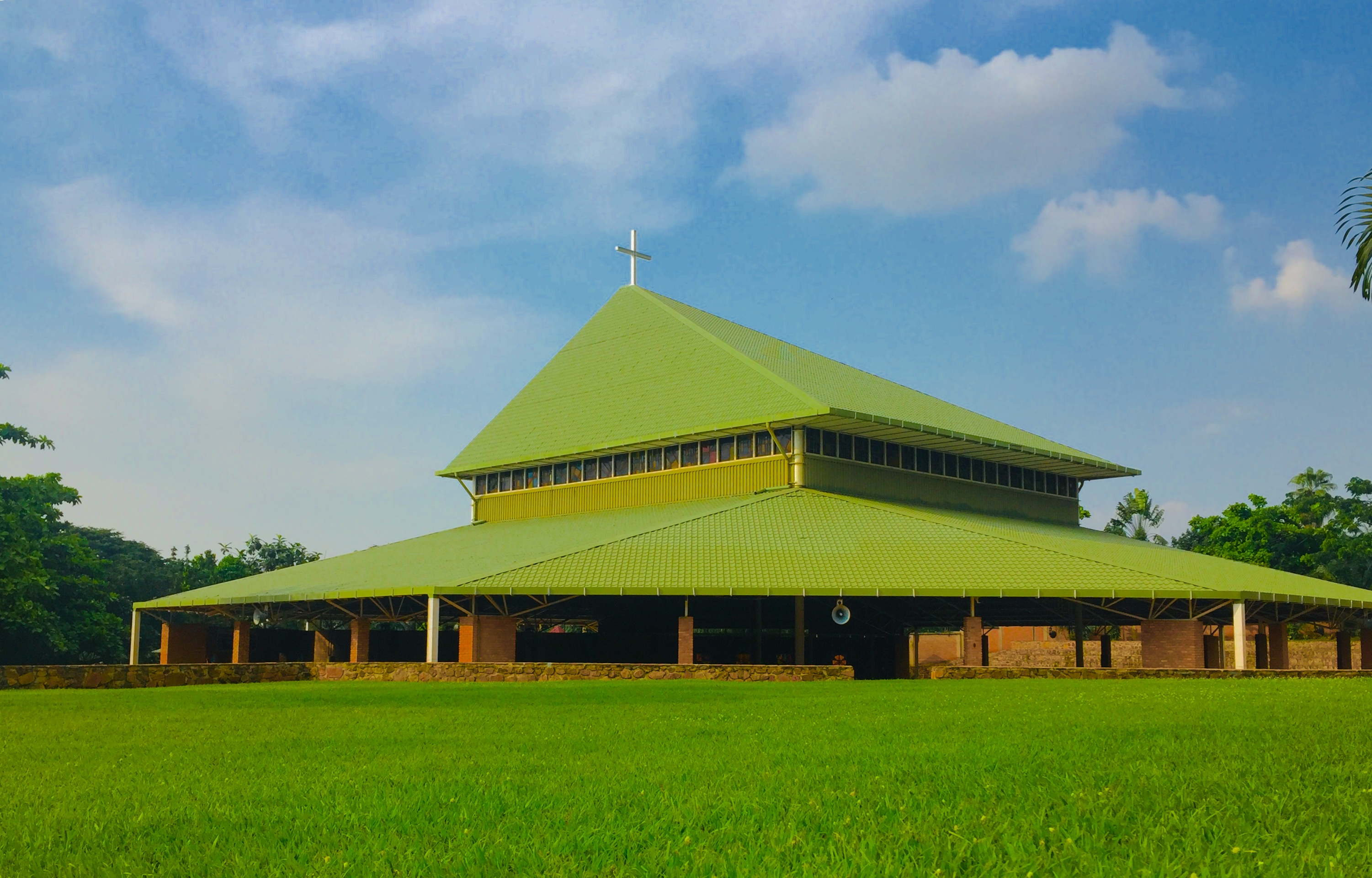
Santuario Mariano de Schoenstatt - Monte Sion Gikungu, ubicado en Mutanga Nord Gihosha, ciudad de Buyumbura.

La Iglesia católica dio sus primeros pasos en África alrededor del siglo I cuando el Patriarcado de Alejandría fue formado, como uno de los cuatro Patriarcados oficiales de Oriente; incluyendo a Patriarcado de Constantinopla, Patriarcado de Antioquía y a Patriarcado de Jerusalén.
Actualmente está compuesta por 135 600 000 miembros de los 809 105 000 residentes en África, de modo que cerca de un 16,5% de la población total se declara católica. Como resultado de ello, África tiene el tercer lugar en cuanto a cantidad de población católica en el mundo, detrás de América Latina y Europa, respectivamente.

## Países
| - Iglesia católica en Angola - Iglesia católica en Argelia - Iglesia católica en Benín - Iglesia católica en Botsuana - Iglesia católica en Burkina Faso - Iglesia católica en Burundi - Iglesia católica en Cabo Verde - Iglesia católica en Camerún - Iglesia católica en Comores - Iglesia católica en Costa de Marfil - Iglesia católica en Chad - Iglesia católica en Egipto - Iglesia católica en Eritrea - Iglesia católica en Etiopía - Iglesia católica en Gabón - Iglesia católica en Gambia - Iglesia católica en Ghana | - Iglesia católica en Guinea - Iglesia católica en Guinea-Bisáu - Iglesia católica en Guinea Ecuatorial - Iglesia católica en Kenia - Iglesia católica en Lesoto - Iglesia católica en Liberia - Iglesia católica en Libia - Iglesia católica en Madagascar - Iglesia católica en Malí - Iglesia católica en Marruecos - Iglesia católica en Mauritania - Iglesia católica en Mozambique - Iglesia católica en Nambia - Iglesia católica en Níger - Iglesia católica en Nigeria - Iglesia católica en República Centroafricana - Iglesia católica en República Democrática del Congo | - Iglesia católica en República del Congo - Iglesia católica en Ruanda - Iglesia católica en Sahara Occidental - Iglesia católica en Senegal - Iglesia católica en Seychelles - Iglesia católica en Sierra Leona - Iglesia católica en Somalia - Iglesia católica en Sudáfrica - Iglesia católica en Sudán - Iglesia católica en Sudán del Sur - Iglesia católica en Suazilandia - Iglesia católica en Togo - Iglesia católica en Túnez - Iglesia católica en Uganda - Iglesia católica en Yibuti - Iglesia católica en Zambia - Iglesia católica en Zimbabue |  |